# Adscita albanica
Adscita albanica is een vlinder uit de familie bloeddrupjes (Zygaenidae). De wetenschappelijke naam is voor het eerst geldig gepubliceerd in 1926 door Naufock.
De soort komt voor in Europa.